# Amateurs (televisieserie)
Amateurs is een Vlaamse tragikomische televisieserie, naar een idee van Jef Hoogmartens, Jonas Van Geel en Steve Aernouts. De reeks werd geregisseerd en geproduceerd door Frank Van Passel voor productiehuis Caviar en uitgezonden door VTM in het najaar van 2014.
Amateurs vertelt het verhaal van een amateurtheatergezelschap De Pajotters dat in de aanloop naar de wedstrijd voor een prestigieuze prijs op initiatief van hun voorzitter aan de slag gaat met een professionele regisseur, Stanny Krets. De spelers reageren aanvankelijk enthousiast, maar de bezieler van het gezelschap en tevens huisregisseur Jan Delvo had zijn eigen deurenkomedie reeds geschreven en had graag net zoals zijn voorganger met zijn stuk het prestigieuze 'Landjuweel' in de wacht gesleept.
Opvallend aan deze serie is het groot aantal acteurs dat zijn medewerking verleend heeft. Maar liefst 88 acteurs maakten hun opwachting in deze reeks.

## Rolverdeling

### Hoofdrollen
| Acteur             | Personage           |
| ------------------ | ------------------- |
| Marc Van Eeghem    | Jan Delvo           |
| Ludo Hoogmartens   | Patrick Brusten     |
| Fred Van Kuyk      | Jos Vanbeneden      |
| Evelien Bosmans    | Charlotte Wijs      |
| Jonas Van Geel     | Tim Delvo           |
| Matteo Simoni      | Pierre De Valck     |
| Els Dottermans     | Stiene De Valck     |
| Mieke De Groote    | Nora Wijs           |
| Frank Vercruyssen  | Jef Debrouwer       |
| Steve Aernouts     | Jeroen Delvo        |
| Marieke Dilles     | Griet Ooms          |
| Jef Hoogmartens    | Maarten Kampernolle |
| Ann Tuts           | Els Delvo           |
| Stany Crets        | Stanny Krets        |
| Maarten Bosmans    | Marcel Bouve        |
| Greg Timmermans    | Mark Smulders       |
| Peter Van den Eede | Theo Laenens        |
| Gilda De Bal       | Philomena Laenens   |
| Ella Leyers        | Loes                |
| Alejandra Theus    | Veerle Stuyvezandt  |
| Tanya Zabarylo     | Laura Sarapo        |
| Steve Geerts       | Stefaan Martens     |

### Bijrollen
De bijrollen in de serie worden gespeeld o.a. door Gene Bervoets, Jef Gruyssaert, Carry Goossens, Janne Maeseele, Inge Paulussen, Viv Van Dingenen, Jelena Vergauwen, Camilia Blereau, Vic De Wachter, Janne Desmet, Günther Lesage, Bert Verbeke, Ruth Beeckmans, Jakob Beks, Sam Bogaerts, Jelle Cleymans, Sara De Bosschere, Lien De Graeve, Bob De Moor, Eline De Munck, David Dermez, Katrien Devos, Jeron Dewulf, Jos Geens, Pol Goossen, Erik Goris, Evi Hanssen, Hilde Heijnen, Daan Hugaert, Marc Lauwrys, Bart Hollanders, Eric Hoogmartens, Michael Pas, Nico Sturm, Lucas Tavernier, Dina Tersago, Joy Anna Thielemans, Jaak Van Assche, Jean-Jacques Tamba, Johan Petit, Maarten Mertens, Stefaan Van Brabandt, Peter Van De Velde, Peter Van den Begin, Jos Van Geel, Marieke van Leeuwen en Jan Verheyen.

### Trivia
- Tanya Zabarylo speelde in Aspe (televisieserie) Machteld De Maegd, de dochter van Robert De Maegd, gespeeld door Ludo Hoogmartens.
- Matteo Simoni en Evelien Bosmans speelde in film Marina (film uit 2013) een koppel.
- Ludo Hoogmartens en Jef Hoogmartens zijn in het echte leven neven.
- Evelien Bosmans en Jonas  Van Geel waren in het echte leven ook een koppel.